# 第百七十九号哨戒特務艇
第百七十九号哨戒特務艇（だいひゃくななじゅうきゅうごうしょうかいとくむてい）は、日本海軍の特務艇（哨戒特務艇）。第一号型哨戒特務艇の72番艇。太平洋戦争の終戦時に残存し、戦後は所属と艇名を変えながら一貫して掃海に従事した。

## 艇歴
マル戦計画の特務艇、第2121号艦型の179番艇、仮称艦名第2299号艦として計画。1944年11月5日、第百七十九号哨戒特務艇と命名されて第一号型哨戒特務艇の66番艇に定められ、本籍を佐世保鎮守府と仮定。1945年4月25日、船体概成により株式会社自念造船鉄工所から佐世保海軍工廠へ引き渡し。5月20日竣工し、本籍を佐世保鎮守府に定められ、連合艦隊第二十二戦隊第二監視艇隊に編入。哨戒線へ出撃した記録は残されていない。7月1日、第二監視艇隊から削除され呉防備隊に編入。
終戦時残存。11月30日、海軍省の廃止に伴い除籍。
1945年12月1日、第二復員省の開庁に伴い、呉地方復員局所管の掃海艦に定められ、同局掃海部仙崎支部所属と定められる。また、同日から艦名を哨特第百七十九号としている。
1946年6月15日、復員庁の開庁に伴い、所属を仙崎掃海部に改められる。8月20日、仙崎掃海部が廃止され、所属を下関掃海部に改められる。
1948年1月1日、復員庁が廃止され、運輸省に移管。5月1日、海上保安庁に編入され掃海船MS-29となる。8月20日、船名を哨特第一七九号 MS-29に定められる。
朝鮮戦争勃発後、日本国内の重要港湾に対する共産側潜水艦による機雷敷設が予想されたため、1950年7月14日にアメリカ極東海軍司令部から日本に対して東京湾と佐世保港の毎日掃海（以下「日施掃海」という）が指示された。東京湾は、本船ほか7隻を第三管区海上保安部航路啓開部に組み入れ、8月23日から日施掃海を実施した。10月9日、東京湾に展開していた元哨戒特務艇は、本船を除き朝鮮水域へ派遣されることが決まったため、1951年1月28日までは本船の修理もあって日施掃海を中断し、1951年1月29日から1952年7月31日まで再び日施掃海を実施した。日施掃海に従事中の1951年12月1日、船名をおおしま MS-29に改正。
1952年4月19日から5月4日までの間に実施された父島二見港の特別掃海では本船も参加する予定だったが、他船と比較して船体の状態が悪かったため、本船の代わりにたかしま MS-26が参加した。
1952年8月1日、保安庁警備隊に移管され、第二幕僚監部西部航路啓開隊下関航路啓開隊第6掃海隊に編入。1954年1月15日、大湊地方総監部函館基地隊第2掃海隊に編入。
1954年7月1日、保安庁警備隊は海上自衛隊に改組。掃海艇となる。大湊地方総監部函館基地隊第2掃海隊に編入。1957年9月1日、艇番号をMSI-689に改正。1962年3月31日、海上自衛隊から除籍された。